# Biom
A biom vagy bioformáció klimatikusan és földrajzilag meghatározott, ökológiai szempontból hasonló jellegű életközösségek (növények, állatok, talajlakó élőlények) együttese. A biomokat különböző tényezők definiálhatják, mint a növényszerkezet (fák, cserjék vagy fűfélék), levéltípusok (lomb- vagy tűlevelűek), a növények közti távolság (erdő, fás puszta, szavanna), vagy a klíma. Az ökozónáktól eltérően a biomokat nem genetikai, taxonómiai vagy történeti hasonlóságok alapján határozzák meg. A biomokat gyakran az ökológiai szukcesszió és a klímával dinamikus egyensúlyt tartó ún. klimax vegetáció azonosítja. Nevüket általában a jellemző klimatikus viszony és a vegetációtípus alapján kapják, például trópusi monszunerdő vagy sarki tundra; az említett szempontok alapján egy biomnak tekinthetők például a mérsékelt övi lomberdők, annak ellenére, hogy mind Észak-Amerikában, mind Európában megtaláljuk őket, eltérő fajkészlettel.
A biomok gyakran helyi neveket kapnak. Például a mérsékelt égövi füves puszta biomját helyileg sztyeppnek (Közép-Ázsia), prérinek (Észak-Amerika) vagy pampának (Dél-Amerika) is nevezhetik.
Az ökorégiókat biomokra és ökozónákra is felosztják.

## A biomok jellemzői

### Biodiverzitás
Az egyes biomok biodiverzitási jellemzői, különösen a fauna és a szubdomináns növények sokfélesége, élettelen tényezőkön és a domináns növényzet biomassza-termelékenységén múlik. Jellemzően a fajdiverzitás azokban a szárazföldi biomokban magasabb, ahol több a hozzáférhető nedvesség, magasabb az elsődleges termelés mennyisége és a hőmérséklet.
A biodiverzitás általában nő a sarkoktól az Egyenlítő felé haladva és nő a nedvesség-ellátottság növekedésével.

## A biomok természetföldrajzi osztályozása
A biomok osztályozásának legelterjedtebb rendszerei a földrajzi szélesség (vagy hőmérséklet) és a nedvesség-ellátottság szerinti felbontáson alapulnak.

### Szárazföldi biomok

A 14 szárazföldi biom a WWF szerint

#### Éghajlati meghatározottság
A klíma fontos tényező a szárazföldi biomok eloszlásában. A lényegesebb éghajlati faktorok a következők:
- földrajzi szélesség: arktikus, boreális, mérsékelt, szubtrópusi, trópusi;
- nedvesség-ellátottság (humiditás): nedves (humid), félnedves (szemihumid), félszáraz (szemiarid), száraz (arid);
  - évszakos változékonyság: a csapadék éves eloszlása lehet egyenletes, vagy váltakozhat évszakok szerint;
  - száraz nyár, nedves tél: a föld legtöbb területén a legtöbb csapadék a nyári hónapokban esik; a mediterrán éghajlatú régiókban a téli hónapokban esik a legtöbb;
- tengerszint feletti magasság: a magasság növekedése az élőhelytípusokban hasonló változást idéz elő, mint a földrajzi szélesség növekedése.

### Édesvízi biomok
Az édesvízi biomok a WWF szerint:
- Nagy folyam
- Nagyfolyami felső folyás
- Nagyfolyami delta
- Kis folyó
- Nagy tó
- Kis tó
- Félsivatagi tó

### Tengeri biomok
A tengeri biomok a WWF szerint:
- Kontinentális talapzat
- Tengerparti bioformáció
- Korallzátony
- Algamező
- Jéghegy (tengeri jég)
- Tengeri hőforrás
- Tengeri metánforrás
- Tengerfenéki bioformáció
- Nyílttengeri bioformáció
- Sekélytengeri bioformáció

## Antropogén biomok
- Város
- Falu
- Szántóföld, mező
- Legelő
- Park

## Egyéb biomok
- Endolitikus bioformáció

## Fordítás
- Ez a szócikk részben vagy egészben a Biome című angol Wikipédia-szócikk fordításán alapul.  Az eredeti cikk szerkesztőit annak laptörténete sorolja fel. Ez a jelzés csupán a megfogalmazás eredetét és a szerzői jogokat jelzi, nem szolgál a cikkben szereplő információk forrásmegjelöléseként.